# Santa Rosa Sur
Santa Rosa Sur är en ort i Mexiko.   Den ligger i kommunen Juchique de Ferrer och delstaten Veracruz, i den sydöstra delen av landet, 250 km öster om huvudstaden Mexico City. Santa Rosa Sur ligger 626 meter över havet och antalet invånare är 414.
Terrängen runt Santa Rosa Sur är kuperad åt nordost, men åt sydväst är den bergig. Runt Santa Rosa Sur är det ganska tätbefolkat, med 75 invånare per kvadratkilometer. Närmaste större samhälle är Misantla, 17,7 km nordväst om Santa Rosa Sur. I omgivningarna runt Santa Rosa Sur växer i huvudsak städsegrön lövskog.